# Gunung Eleh
Gunung Eleh is een bestuurslaag in het regentschap Sampang van de provincie Oost-Java, Indonesië. Gunung Eleh telt 4232 inwoners (volkstelling 2010).